# توماس گوگایس
توماس گوگایس (انگلیسی: Thomas Guggeis؛ زادهٔ ۱۹۹۳ (۳۱–۳۲ سال)) رهبر ارکسترای آلمانی و زاده داخائو است. وی هم‌اکنون رهبری اپرای فرانکفورت را به عهده دارد.